# 貝爾格林 (阿拉巴馬州)
貝爾格林（英語：Belgreen）是一個位於美國阿拉巴馬州富蘭克林縣的非建制地區和人口普查指定地區。根據2010年美國人口普查，該地共人口129人。

## 地理
貝爾格林的座標為34°28′29″N 87°51′59″W / 34.47472°N 87.86638°W，而該地最高點為海拔高度246米（即807英尺）。